# Bloody Sunday (1900)
Pour les articles homonymes, voir Bloody Sunday.

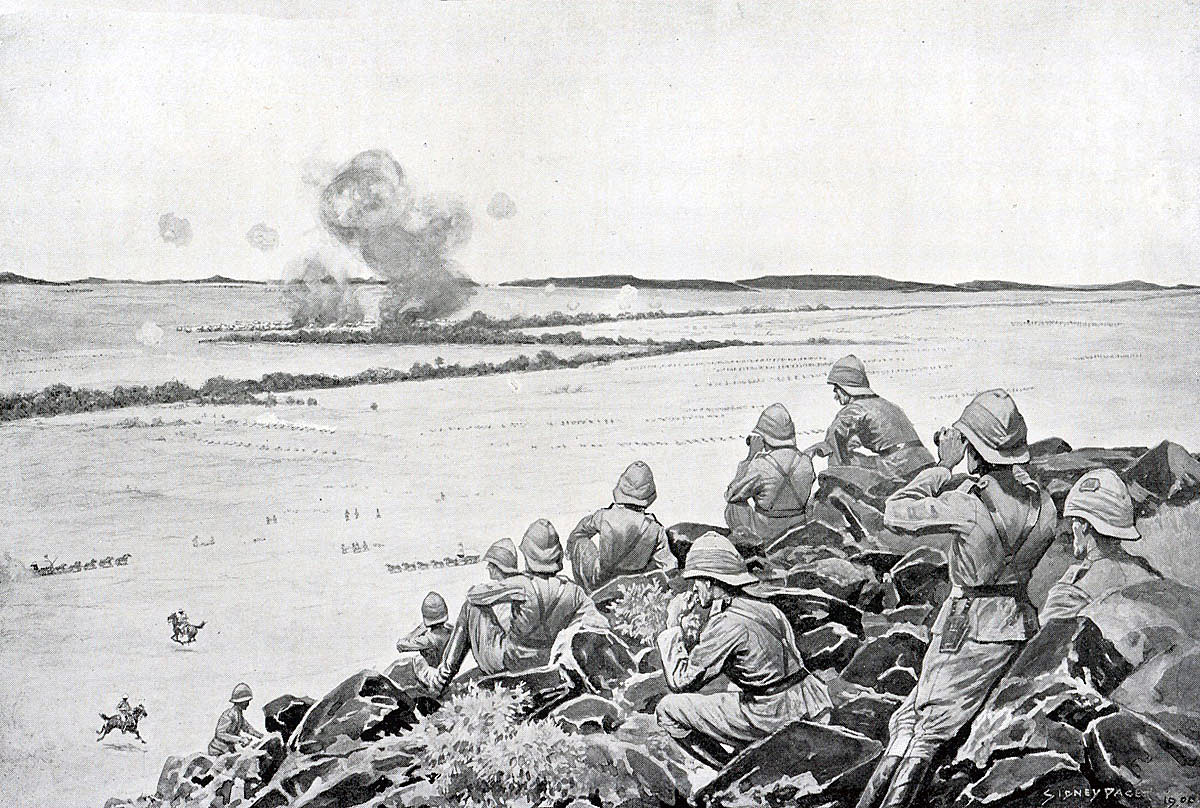
Armée britannique observant les Boers

Le Bloody Sunday du 18 février 1900 est une journée de violences durant la seconde guerre des Boers, conflit intervenu en Afrique du Sud du 11 octobre 1899 au 31 mai 1902, entre les britanniques et les habitants des deux principales républiques boers indépendantes.